# Paolo Barison
Paolo Barison   (Vittorio Veneto, 23 de juny de 1936 - Andora, 17 d'abril de 1979) fou un futbolista italià de la dècada de 1960.
Fou 9 cops internacional amb la selecció de futbol d'Itàlia amb la qual participa al Mundial de 1966.
Pel que fa a clubs, destacà a S.S.C. Venezia, Genoa CFC., AC Milan, U.C. Sampdoria, AS Roma, i S.S.C. Napoli.